# VinFast Limo Green
VinFast Limo Green là mẫu xe đa dụng chạy điện được sản xuất, giới thiệu ra thị trường năm 2025 bới VinFast, công ty con của Tập đoàn Vingroup.

## Lịch sử
Mẫu MPV chạy điện Limo Green được VinFast giới thiệu lần đầu ngày 9 tháng 1 năm 2025 cùng 3 mẫu Green khác (Minio, Herio và Nerio). Sản phẩm được đặt cọc từ sáng ngày 17/3/2025, nhận được tổng số 45.813 cọc cho 4 mẫu xe Green.